# Compagnie des Chemins de Fer Fédéraux de l'Est Brésilien

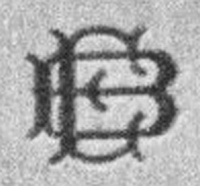
Emblema nas locomotivas

A Compagnie des Chemins de Fer Fédéraux de l'Est Brésilien (CCFFEB) foi uma empresa de origem francesa e de capital franco-belga que administrou inicialmente estradas de ferro nos estados de Alagoas, Bahia, Minas Gerais e Sergipe, exercendo suas atividades de 1911 a 1935.

## História

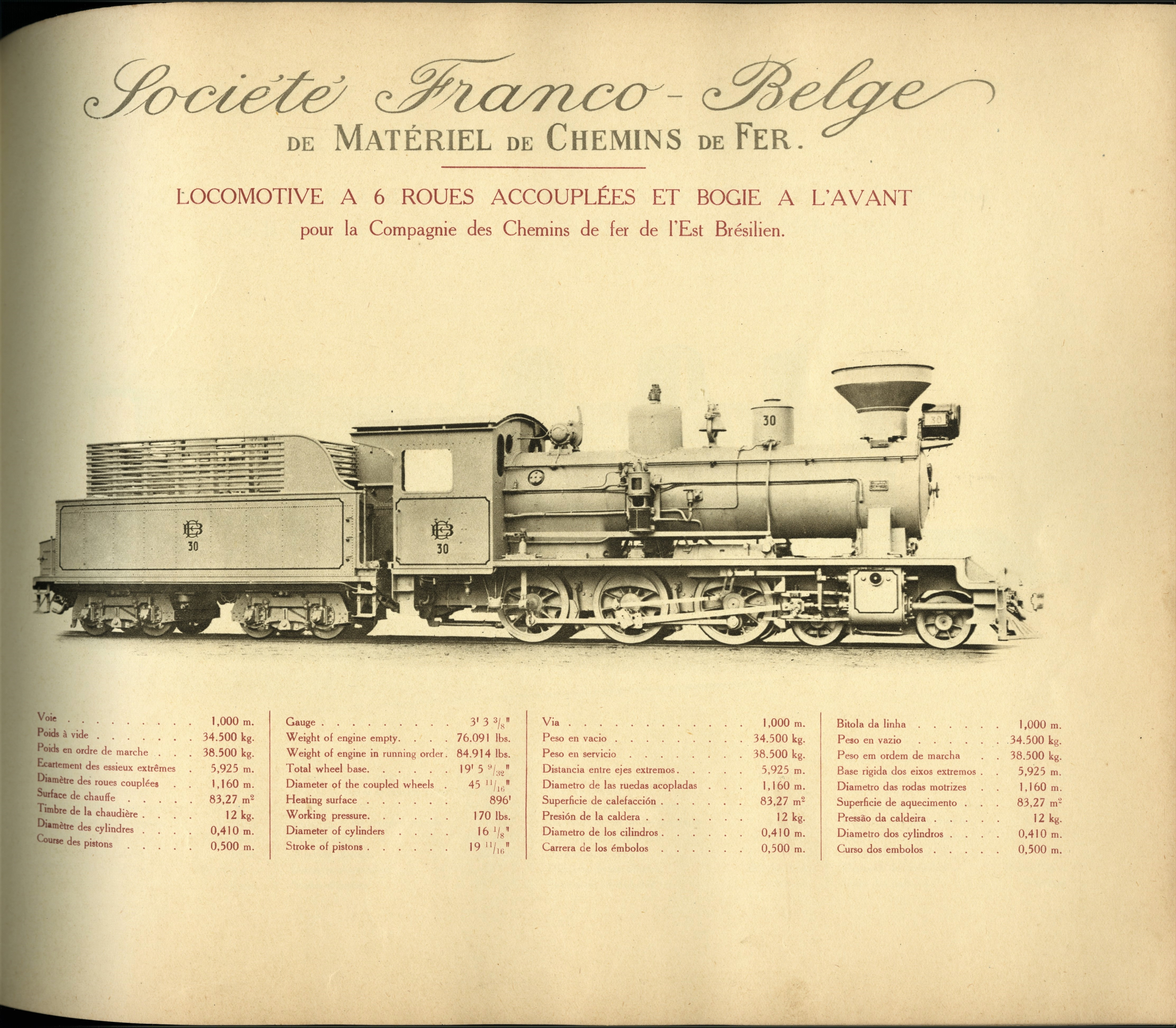
Locomotiva nº 30, construída em 1923 pela empresa Franco-Belge

A Compagnie des Chemins de Fer Fédéraux de l'Est Brésilien  teve autorização para funcionar e seu estatuto aprovado no Brasil por meio do Decreto n.º 8.939, de 30 de agosto de 1911. Inicialmente o capital social foi fixado em dez milhões de francos, dividido em vinte mil ações de quinhentos francos cada uma subscrita em numerário. 
Na Bahia, sucedeu a Companhia Viação Geral da Bahia (1909-1911) no arrendamento da Estrada de Ferro da Bahia ao São Francisco (EFBSF), Estrada de Ferro do São Francisco (EFSF) vide Prolongamento da Estrada de Ferro da Bahia ao São Francisco, ramal do Timbó, Estrada de Ferro Central da Bahia (EFCBH), ramal de Queimados a Bandeira de Mello, ramal de Cachoeira a Feira de Sant'Anna, sub-ramal de São Gonçalo e Estrada de Ferro de Timbó a Propriá.
Devido a sucessão contratual além de ampliações e melhoramentos ficou a Companhia obrigada a adquirir junto ao Governo da Bahia a Estrada de Ferro Centro-Oeste da Bahia (1905-1913) e a Estrada de Ferro de Nazaré (1875-1967), nos termos do Decreto n.º 8.648, de 31 de março 1911. Em 1912, foi incorporada ao arrendamento a Estrada de Ferro Bahia e Minas (1891-1912). Em 1935, parte das estradas de ferro baianas  arrendadas a Companhia foram resgatadas pelo Governo Federal e transferido os respectivos patrimônios para Viação Férrea Federal Leste Brasileiro S/A.

## Material rodante
Em 1919, a empresa possuía 119 locomotivas a vapor, 209 carros de passageiros e 1.616 vagões de carga. Em 1935, havia 138 locomotivas, 197 carros de passageiros e 1.252 vagões de carga.